# Bedeslag
Bedeslag er ringen med en eller flere kirkeklokker af tre gange tre slag med få sekunders interval. Slagene markerer begyndelsen på en kirkelig handling, gudstjeneste, og anvendes i danske folkekirker landet over.
Bedeslagene i den danske folkekirke er en direkte fortsættelse af den katolske "Angelus Domini." Denne bøn siger man ved klokkeslagene 06:00, 12:00 og 18:00. 
De tre gange tre slag antages nogle steder som symbolisering af treenigheden; Faderen, Sønnen og Helligånden. Udover symbolikken for treenigheden, kommer det også fra, at man som lægperson bør bede "Hil dig, Maria" 3 gange, når klokkerne ringer. Angelusbønnen er også bygget op over 3 vers og en afslutning. 